# Bruce Weitz
Bruce Peter Weitz (Norwalk, 27 mei 1943) is een Amerikaans acteur. Hij werd in zowel 1985 als 1986 genomineerd voor een Golden Globe voor zijn bijrol als Michael 'Mick' Belker in de politieserie Hill Street Blues. Hiervoor kreeg hij in 1984 daadwerkelijk een Primetime Emmy Award toegekend. Weitz maakte in 1976 zijn acteerdebuut als Benjamin Levine in de soapserie Ryan's Hope. Zijn eerste filmrol volgde in 1977, in de biografische dramafilm The Private Files of J. Edgar Hoover.

## Carrière
Hoewel Weitz in 1977 zijn filmdebuut maakte, ging zijn filmcarrière in de jaren 90 pas echt van start, nadat hij zijn tweede filmrol speelde als Nelson Silva in No Place to Hide (1992). In de tussentijd was hij op televisie te zien in meer dan 175 afleveringen van verschillende televisieseries. Daarvan was Weitz' rol in Hill Street Blues verreweg het omvangrijkst, maar daarnaast speelde hij ook wederkerende personages in onder meer de sitcoms Mama's Boy en Anything But Love. Ook was hij van 1981 tot en met 1991 te zien in tien televisiefilms.
Toen Weitz' filmcarrière eenmaal op stoom kwam, maakte hij achttien films in tien jaar tijd. Toch bleef hij in mindere mate ook nog verschijnen in televisieseries en -films. Op 19 oktober 2007 was hij vervolgens voor het eerst te zien als de labiele maffiabaas Anthony Zacchara in de soapserie General Hospital. Deze rol speelde hij ruim 4,5 jaar en daarmee nog ruim honderd afleveringen meer dan die eerder in Hill Street Blues.

## Filmografie
*Exclusief 15+ televisiefilms
| - Quality Time (2008) - Triloquist (2008) - The Metrosexual (2007) - The Dukes (2007) - El Cortez (2006) - Dinocroc (2004) - The Entrepreneurs (2003) - No Place Like Home (2002) - Half Past Dead (2002) - Facing the Enemy (2001) - Focus (2001) - Mach 2 (2001) - One Hell of a Guy (2000) - Gut Feeling (1999) | - Velocity Trap (1999) - Memorial Day (1998) - Fool's Gold (1998) - The Landlady (1998) - Deep Impact (1998) - Shattered Illusions (1998) - Coyote Summer (1996) - Cops n Roberts (1995) - Windrunner (1995) - Prehysteria! 3 (1995) - Molly & Gina (1994) - The Liars' Club (1993) - No Place to Hide (1992) - The Private Files of J. Edgar Hoover (1977) |

## Televisieseries
*Exclusief eenmalige gastrollen
- The Young and the Restless - Barry (2013, twee afleveringen)
- General Hospital - Anthony Zacchara (2007-2012, 248 afleveringen)
- Judging Amy - Martin (2002-2003, vijf afleveringen)
- ER - Alderman John Bright (2003, vier afleveringen)
- Bull - Edward Rufo (2000-2001, twee afleveringen)
- Superman: The Animated Series - stem Bruno 'Ugly' Mannheim (1996-1998, vier afleveringen)
- Sisters - Pug Finnegan (1996, vier afleveringen)
- The Byrds of Paradise - Murray Rubinstein (1994, drie afleveringen)
- Anything But Love - Mike Urbanek (1991-1992, 28 afleveringen)
- Mama's Boy - Jake McCaskey (1987-1988, zes afleveringen)
- Hill Street Blues - Michael 'Mick' Belker (1981-1987, 143 afleveringen)
- Ryan's Hope - Benjamin Levine (1976, twee afleveringen)

## Privé
Weitz trouwde in 1986 met Vivian Davis, zijn tweede echtgenote. Samen met haar kreeg hij zoon Joseph. Weitz was van 1971 tot en met 1982 al eens getrouwd met actrice Cecilia Hart, maar hun huwelijk liep stuk.
- Bibliothèque nationale de France: cb14238461x (data)
- Gemeinsame Normdatei: 1062109953
- International Standard Name Identifier: 0000 0001 1195 6364
- Virtual International Authority File: 162951316